# Scheps (natuurgebied)
Scheps is een natuurgebied in de Belgische gemeente Balen. Het ligt in de vallei van de Grote Nete, tussen Olmen en het gehucht Scheps. Het wordt beheerd door het Agentschap voor Natuur en Bos. Het gebied is Europees beschermd als onderdeel van Natura 2000-gebied 'Bovenloop van de Grote Nete met Zammelsbroek, Langdonken en Goor' (habitatrichtlijngebied BE2100040).
Het gebied was een brede, moerassige vallei waar veel stroompjes bij elkaar kwamen en waar landbouw op kleinschalige wijze werd bedreven. Ontwatering van het gebied, door het graven van waterlopen, lukte maar matig. Vanaf de jaren 80 van de 20e eeuw gaven de boeren het op, omdat de landbouw niet meer rendabel was in dit gebied. De waterlopen werden niet meer onderhouden en er ontstond geleidelijk weer een moerassig gebied waarin ook broekbossen te vinden zijn. Op deze wijze doet Scheps ook dienst als retentiegebied. Natuurverenigingen zoals VALK voeren sedert 2011 een juridische strijd tegen vergunningen, verleend aan watermaatschappij Pidpa, die door volgens hen ondoordachte waterwinning de waterhuishouding van het gebied in gevaar brengt.
Aan de zuidkant van het gebied, nabij Olmen, zijn nog weilanden aanwezig. De weilanden die in het bezit zijn van het Agentschap worden natuurvriendelijk beheerd.
Tot de zeldzame planten in het gebied behoort de wateraardbei en de slangenwortel. Het gebied is rijk aan vogels, zoals weidevogels, maar ook blauwborst, roodborsttapuit en ijsvogel broeden in het gebied.
Scheps is een groot aaneengesloten gebied waarin vrijwel geen gebouwen en verharde wegen te vinden zijn. Vanaf de Halflochtdijk is een aantal wandelingen uitgezet. Ook is er een vogelkijkwand.